# Amstel Gold Race 2016
51. edycja wyścigu kolarskiego Amstel Gold Race odbyła się 17 kwietnia 2016 na trasie o długości 248,7 km. Start wyścigu miał miejsce w Maastricht, a meta w Valkenburgu. Wyścig zaliczany był do światowego cyklu UCI World Tour 2016.

## Uczestnicy
Na starcie tego klasycznego wyścigu stanęło 25 zawodowych ekip, 18 drużyn UCI World Tour i 7 profesjonalnych zespołów zaproszonych przez organizatorów z tzw. "dziką kartą" (w tym m.in. CCC Sprandi Polkowice).
| Numery  | Kod | Drużyna            |
| ------- | --- | ------------------ |
| 1-8     | SKY | Team Sky           |
| 11-18   | EQS | Etixx-Quick Step   |
| 21-28   | MOV | Movistar Team      |
| 31-38   | OGE | Orica-GreenEDGE    |
| 41-48   | GIA | Team Giant-Alpecin |
| 51-58   | LTS | Lotto Soudal       |
| 61-68   | BMC | BMC Racing Team    |
| 71-78   | TLJ | Team LottoNL-Jumbo |
| 81-88   | LAM | Lampre-Merida      |
| 91-98   | TNK | Tinkoff            |
| 101-108 | TFS | Trek-Segafredo     |
| 111-118 | AST | Astana Pro Team    |
| 121-128 | KAT | Team Katusha       |

| Numery  | Kod | Drużyna                     |
| ------- | --- | --------------------------- |
| 131-138 | ALM | Ag2r-La Mondiale            |
| 141-148 | FDJ | FDJ                         |
| 151-158 | IAM | IAM Cycling                 |
| 161-168 | CPT | Cannondale Pro Cycling      |
| 171-178 | DDD | Dimension Data              |
| 181-188 | TSV | Topsport Vlaanderen-Baloise |
| 191-198 | ROO | Roompot-Oranje Peloton      |
| 201-208 | WGG | Wanty-Groupe Gobert         |
| 211-218 | DEN | Direct Énergie              |
| 221-228 | CCC | CCC Sprandi Polkowice       |
| 231-238 | NIP | Nippo-Vini Fantini          |
| 241-248 | BAR | Bardiani CSF                |

## Klasyfikacja generalna
| M-ce | Imię i nazwisko    | Kraj      | Drużyna               | Czas       |
| ---- | ------------------ | --------- | --------------------- | ---------- |
| 1.   | Enrico Gasparotto  | Włochy    | Wanty-Groupe Gobert   | 6h 18' 03" |
| 2.   | Michael Valgren    | Dania     | Tinkoff               | + 0"       |
| 3.   | Sonny Colbrelli    | Włochy    | Bardiani CSF          | + 4"       |
| 4.   | Bryan Coquard      | Francja   | Direct Énergie        | + 4"       |
| 5.   | Michael Matthews   | Australia | Orica-GreenEDGE       | + 4"       |
| 6.   | Julian Alaphilippe | Francja   | Etixx-Quick Step      | + 4"       |
| 7.   | Diego Ulissi       | Włochy    | Lampre-Merida         | + 4"       |
| 8.   | Giovanni Visconti  | Włochy    | Movistar Team         | + 4"       |
| 9.   | Loic Vliegen       | Belgia    | BMC Racing Team       | + 4"       |
| 10.  | Tim Wellens        | Belgia    | Lotto Soudal          | + 4"       |
|      |                    |           |                       |            |
| 78.  | Michał Gołaś       | Polska    | Team Sky              | + 4' 32"   |
| 95.  | Maciej Paterski    | Polska    | CCC Sprandi Polkowice | + 5' 38"   |
| 106. | Łukasz Owsian      | Polska    | CCC Sprandi Polkowice | + 8' 49"   |
| DNF  | Adrian Kurek       | Polska    | CCC Sprandi Polkowice | -          |
| DNF  | Jarosław Marycz    | Polska    | CCC Sprandi Polkowice | -          |
| DNF  | Leszek Pluciński   | Polska    | CCC Sprandi Polkowice | -          |
| DNF  | Michał Kwiatkowski | Polska    | Team Sky              | -          |